# 新海三社神社

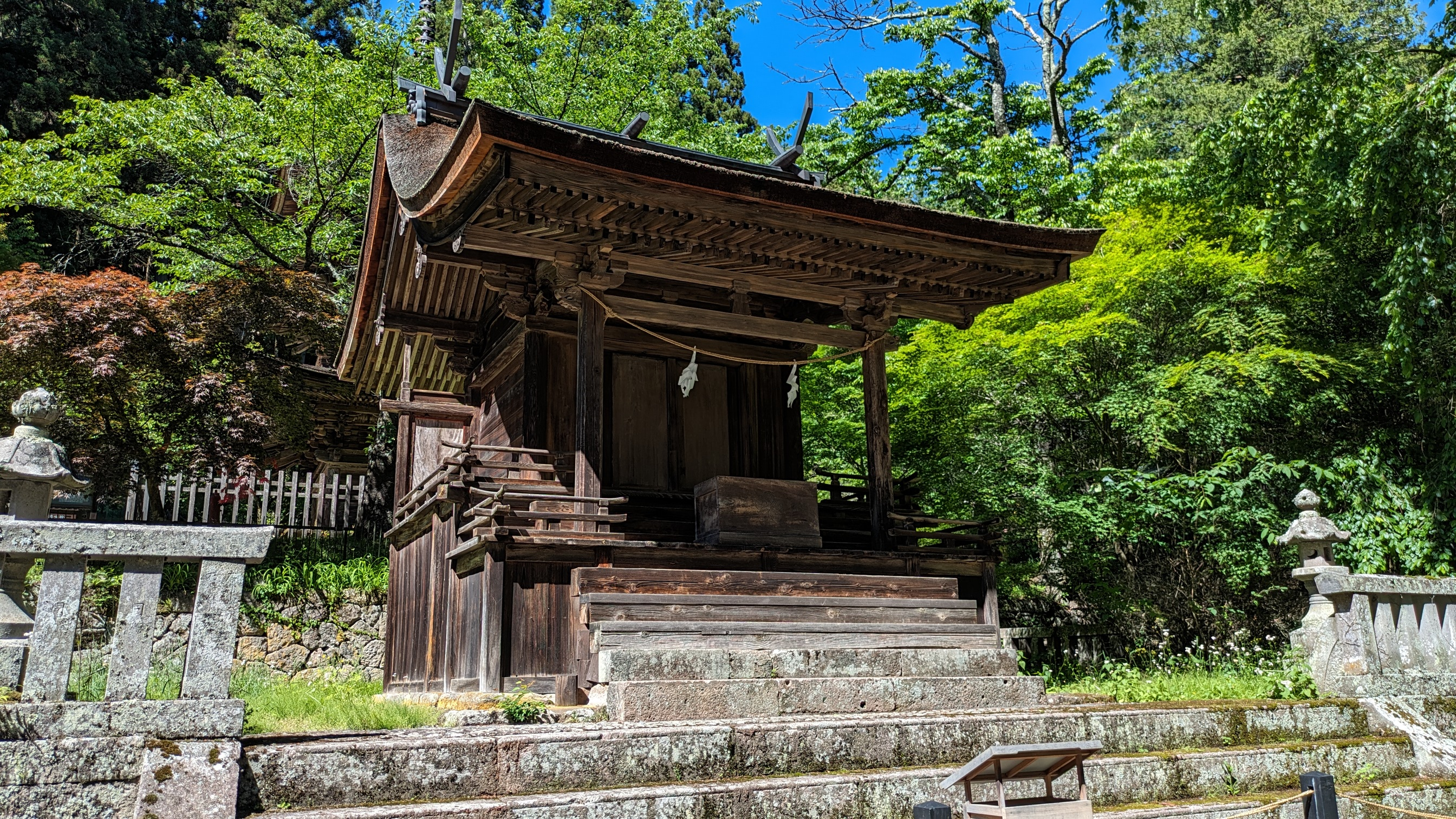
東本社（重要文化財）

新海三社神社（しんかいさんしゃじんじゃ、単に「新海神社」とも）は、長野県佐久市田口宮代に鎮座する神社。旧県社で佐久郡の総社。御神紋は梶葉。

## 概要
主祭神の興波岐命（おきはぎのみこと）は出雲の大国主大神の孫神で、佐久の開拓神である。興波岐命の父神は諏訪の建御名方命で、母神は上野貫前女神（荒船大明神）。なお、境内や付近には「四十八塚」と言われる古墳群があり、古代信仰の痕跡だとの説もある。古墳時代に「県神社」であったとされる新海三社神社は、武家時代になると諏訪神等の影響を受け、佐久から上田までの広大な地域に勢力圏を誇った。なお、新海三社神社の別名を佐久神社、開神社（さく — ）という。これは興波岐命が佐久地方開拓の祖神であるからだという。南北朝時代の「諏方大明神画詞」には「新開之神」（にいさくのかみ）として紹介されている。
戦国時代には武田信玄が戦勝を祈願して太刀一振りを寄進し、社殿を修復したとされ、その祈願状が遺されている。江戸時代には、佐久の式内社に新海三社神社が含まれていないことから、佐久の総社たるこの古社こそ式内社であるべきだとして、論争が起こっている。明治初年の神仏分離では、新海神社三社神社の三重塔（別当寺であった新海山上宮本願院神宮密寺の三重塔）も破壊される予定だったが、神社が「これは塔ではなく宝庫である」と申し出たところ、それが認められ、今も境内に室町時代の三重塔が聳えている。また、戦前まで新海三社神社の御神幸が行われていた。乗馬した神職が南北佐久から小県郡一帯を神幸する大神事であった。

## 文化財

### 重要文化財（国指定）
- 三重塔 - 室町時代後期（1515年）の建立。三間三重塔婆、こけら葺。明治40年（1907年）08月28日指定。[3]
- 東本社 - 室町時代後期（1467年-1572年）の建立。一間社流造、檜皮葺。昭和12年（1937年）07月29日指定。[3]　主神の興波岐命を祀る

### 佐久市指定文化財
- 御魂代石 - 室町時代の建立（延文3年銘）。昭和55年（1980年）3月31日指定。
- 新海三社神社中世文書 - 戦国時代（1522年）ほか。武田信玄願文など3通。昭和58年（1983年）3月25日指定。
- 中本社・西本社 - 時代区分不明。平成14年（2002年）3月6日指定。

## 境内
- 絹笠神社
- 福田稲荷神社

その他、東末社12社の合殿、西末社12社の合殿などがある。鳥居の横に境内最大の古木で樹齢1000年以上と言われた欅の大木があった。

## 御神木

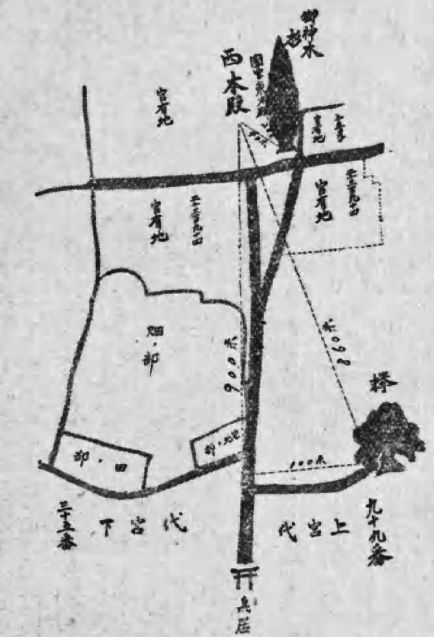
神木の杉と鳥居近くの欅

東本殿前方20mの辺りに杉の御神木。樹齢は不明だが、1940年時点で、高さ30m以上、根元の太さ12m、目通り8mあった。明治初年に仁王門が焼失した際に根元に延焼し、氏子全員が集まって数日かけて消火し、戦前、樹幹の傾きが大きくなった際には、林学博士の本多静六の指導を受けて全氏子による寄付金によって補強工作をした。

## 逸話
- 神幸の時の道を「新海道」といい、神幸を「御幸」（みゆき）という[4]。
- 神社裏に「由池」（よしいけ）がある。昔、僧が蛇のお告げでこの池を知った。池の水で僧が墨をすり、梵字を書くと三十六枚下の紙まで映ったので、御神符祭を行うようになったという。また夜中に神職が白覆面姿で水を汲みに行く姿を見た者は不幸になるといわれ、村人たちは早く寝るようにしていたという[5]。
- 佐久市長の柳田清二がアニメ映画『君の名は。』の聖地として紹介したことから、その検証や聖地巡礼で訪れる者がいる[6]。